# Tatu Miettinen
Taavetti (Tatu) Aarre Miettinen, född 15 oktober 1930 i Lapinlax, död 30 november 2011 i Phuket, var en finländsk läkare.
Miettinen blev medicine och kirurgie doktor 1961. Åren 1973–1996 var han professor i invärtes medicin vid Helsingfors universitet och chef för Helsingfors universitetscentralsjukhus II medicinska klinik.
Miettinen forskade om kolesterol, lipoproteiner, artärskleros och tarmabsorption. Han tilldelades Matti Äyräpää-priset 1984.